# Святненко Володимир Григорович
Святненко Володимир Григорович (19 квітня 1969, Брусилів, Житомирська область, УРСР, СРСР — 19 березня 2023, Київ) — український письменник, краєзнавець і публіцист. Лауреат Всеукраїнської премії імені Івана Огієнка (2017), лавреат міжнародного літературного конкурсу імені Воляників-Швабінських при Фундації Українського вільного університету в Нью-Йорку (2020).

## Життєпис
Народився в родині службовців. 1986 р. із срібною медаллю закінчив Брусилівську середню школу (нині Брусилівський ліцей № 1 імені І. І. Огієнка). Закінчив інженерно-фізичний факультет НТУУ «КПІ» за спеціальністю «Спецелектрометалургія» (1994) та аспірантуру цього ж вишу за спеціальністю «Ливарне виробництво чорних і кольорових металів» (1997).
Протягом 1993—1997 років працював асистентом, інженером з навчального процесу, молодшим науковим співробітником на кафедрі фізико-хімічних основ технології металів НТУУ «КПІ».
Працював у комерційних структурах на посадах директора з маркетингу та збуту, директора підприємства та консультанта з економіки та маркетингу.
Стажувався в Японії, Великій Британії, Польщі.
Проживав в Києві.
Помер 19 березня 2023 року. Похований 21 березня 2023 року в рідному Брусилові.

## Творчість
З дитинства захоплювався історією рідного краю. Писав вірші. Його поезії і публіцистичні матеріали друкувалися в різних ЗМІ. Окрім того, є автором дев'яти наукових статей. Від 2007 року почав ґрунтовно досліджувати історію Брусилова і Брусилівщини. Є автором-засновником першого інтернет-сайту про Брусилівщину «БРУСИЛІВ-ONLINE».
Публікувався в літературно-мистецьких альманах «Житичі», «Світло спілкування», літературному журналі «Золота пектораль», «Українській літературній газеті» та інших друкованих та електронних виданнях.
Основні публікації в літературних виданнях:
- Поезії // Літературно-мистецький альманах «Житичі і світ». — 2007. — № 8. — с. 83–86.
- Поезії // Літературно-мистецький альманах «Житичі і світ». — 2010. — № 9. — с. 42–44.
- Назарич // Літературно-мистецький та громадсько-публіцистичний журнал «Золота Пектораль». — 2019. — . — № 2–3 (46–47). — с. 69–77.
- Споконвічне зло // Журнал «Світло спілкування». — 2019. — № 27. — с. 105—107.
- Вони зродилися великої години // Українська літературна газета. — ч. 11 (277), 5.06.2020.

Основні статті в збірниках наукових конференцій:
- Надання Магдебурзького права Брусилову / збірник матеріалів наукової конференції «Магдебурзьке право Київщини», присвячена 430-річчю присвоєння Магдебурзького права містечку Бишеву. — Бишів, 16 грудня 2011.
- Концепт національної ідеї Івана Огієнка / науковий збірник «Іван Огієнко і сучасна наука та освіта»: серія філологічна / [редкол.: Л. М. Марчук (гол. ред..), В. П. Атаманчук (відп. ред.) та ін. ]. — Кам'янець-Подільський: Кам'янець-Подільський національний університет імені Івана Огієнка, 2015 — Вип. XII. — 283—291.
- Віднайдено літописний Здвиженськ / збірник "Всеукраїнської науково-краєзнавчої конференції «Чуднів і край в контексті історії малих і середніх міст Волині». — Чуднів, 7-8 вересня 2016 р.
- До питання локалізації літописного Здвиженська. / Археологічні зошити з Пересопниці. IV /  Укладач Микола Федоришин // Збірник статей учасників IV Наукового археологічного симпозіуму «Літописні міста давньоруської держави», 7-8 жовтня 2016 року.  —  Рівне. — Пересопниця: видавець Олег Зень, 2016. — с. 98-106.
- Брусилівськими стежинами Івана Огієнка / науковий збірник «Іван Огієнко і сучасна наука та освіта»: серія філологічна / [редкол.: Л. М. Марчук (гол. ред..), В. П. Атаманчук (відп. ред..) та ін. ]. — Кам'янець-Подільський: Кам'янець-Подільський національний університет імені Івана Огієнка, 2016. — Вип. XIII. — 283—291.
- До питання локалізації літописного Здвиженська — малої батьківщини Івана Огієнка / науковий збірник «Іван Огієнко і сучасна наука та освіта»: серія філологічна / [редкол.: Л. М. Марчук (гол. ред..), В. П. Атаманчук (відп. ред..) та ін. ]. — Кам'янець-Подільський: Кам'янець-Подільський національний університет імені Івана Огієнка, 2016 — Вип. XIII. — 283—291.
- Брусилівщина — театральна Мекка Житомирської області / науковий збірник Всеукраїнської науково-краєзнавчої конференції «Житомирщина: події і люди», присвяченій 80-й річниці від часу утворення Житомирської області (23.09.1937 р.) — Житомир, 22-23 вересня 2017 року.
- Пам'ятні місця Івана Огієнка в Брусилові / науковий збірник Всеукраїнської науково-краєзнавчої конференції «Житомирщина: події і люди», присвяченій 80-й річниці від часу утворення Житомирської області (23.09.1937 р.) — Житомир, 22-23 вересня 2017 року.

## Книги
- Святненко В. Г. Рідний край над Здвижень-рікою. Відлуння сивої давнини. — К.: Центр учбової літератури, 2010. — 368 с. ISBN 978-966-364-944-3
- Святненко В. Г. Рідний край над Здвижень-рікою. У терновому вінку. — К.: Центр учбової літератури, 2012. — 384 с. ISBN 978-611-01-0399-2
- Святненко В. Г. Рідний край над Здвижень-рікою. Дві Великі Перемоги. — К.: Видавець Пугач О. В., 2015. — 472 с.: іл. ISBN 978-966-8359-28-6
- Святненко В. Г. Старожитності Здвижень-краю. [Архівовано 22 березня 2022 у Wayback Machine.] — К.: Віпол, 2016. — 452 с.: іл. ISBN 978-966-646-150-9
- Святненко В. Г. Брусилів. Літопис 1980-х років. —  Житомир: Полісся, 2016. — 160 с.: іл. ISBN 978-966-655-819-3
- Брусилівщина в іменах. Книга перша. Артисти, музиканти, художники [Архівовано 22 березня 2022 у Wayback Machine.] / [Автор-упорядник Святненко В. Г.]. — К.: ПАТ «ВІПОЛ», 2017. — 212 с. ISBN 978-966-646-176-9
- Святненко В. Самурай. Українська історія [Архівовано 22 квітня 2019 у Wayback Machine.] / Володимир Святненко. — Житомир: О. О. Євенок, 2019. — 608 с. ISBN 978-617-7752-15-7
- Брусилівщина в іменах. Книга друга. Письменники / [Автор-упорядник Святненко В. Г.]. — Житомир: О. О. Євенок, 2019. — 448 с. ISBN 978-617-7752-92-8
- Святненко В. Г. Історія рідного краю. 7 клас / Навчальний посібник для учнів 7 класу загальноосвітніх шкіл Брусилівського району. — Житомир: Видавець Євенок О. О., 2019. — 104 с. ISBN 978-617-7752-91-1
- Святненко В. Г. Історія рідного краю. 8 клас / Навчальний посібник для учнів 8 класу загальноосвітніх шкіл Брусилівського району. — Житомир: Видавець Євенок О. О., 2020. — 132 с. ISBN 978-966-996-206-6.
- Брусилівщина в іменах. Книга третя. Науковці / [Автор-упорядник Святненко В. Г.]. — Житомир: О. О. Євенок, 2021. — 244 с. ISBN 978-966-995-279-0.
- Святненко В. Поляни [Текст]: оповідання / Володимир Святненко. — Житомир: Видавець О. О. Євенок, 2021. — 176 с. ISBN 978-966-995-281-3.
- Святненко В. Г. Історія рідного краю. 9 клас / Навчальний посібник для учнів 9 класу загальноосвітніх шкіл Брусилівського району. — Житомир: Видавець Євенок О. О., 2021. — ISBN 978-617-8079-34-5.

Підготував до друку соціально-історичний роман «Чорний лелека».

## Відзнаки
- Стипендіат Кабінету міністрів України як один із кращих молодих вчених України (1996—1998 рр.).
- Диплом І ступеня в розділі «Механіка» Міжнародної конференції молодих учених у м. Зелена Гура (Польща).
- Лавреат Всеукраїнської премії імені Івана Огієнка в номінації «Громадська, політична і духовна діяльність» (2017).[4]
- Книга «Старожитності Здвижень-краю» — краща книга Житомирщини в номінації «Мій край» (2016).
- Книга «Брусилівщина в іменах. Книга перша. Артисти, музиканти, художники» — краща книга Житомирщини в номінації «Мій край» (2017).
- 2018 — лавреат Літературної премії імені Василя Юхимовича[5][6]
- Лавреат І-го Всеукраїнського літературно-мистецького фестивалю імені Василя Скуратівського «До Василя!»: абсолютний переможець у номінації «Публіцистика», третє місце в номінації «Проза» (2019).
- Лавреат літературного конкурсу «Поетичний рушник» (м. Обухів) — третє місце в номінації «Присвяти» (2019).[7]
- Переможець рейтингу «Гордість Брусилова 2019» у номінації «Творча особистість».
- Фіналіст літературного конкурсу короткої прози «OpenWord 2019» (шорт-лист).
- Фіналіст літературного конкурсу малої прози «Осьмачка — 125» (2020).
- Фіналіст спецвідзнаки Інклюзивні оповідання «Terra інклюзія» конкурсу «Коронація слова» (2020)[8].
- Лавреат ІІІ Всеукраїнського літературного конкурсу малої прози імені Івана Чендея (2020)[9].
- Переможець Міжнародного літературного конкурсу прозових творів україномовних видань «DNIPRO-BOOK-FEST — 2020» за історичний роман «Самурай. Українська історія» (Диплом ІІІ ступеня у номінації «Прозові твори (романи, повісті)» (2020)[10].
- Переможець (2 місце) літературного конкурсу короткої прози «OpenWord 2020» за оповідання «Два букетики ромашок»[11].
- Лавреат (перша премія) міжнародного літературного конкурсу імені Воляників-Швабінських при Фундації Українського вільного університету в Нью-Йорку за історичний роман «Самурай. Українська історія» [Архівовано 22 квітня 2019 у Wayback Machine.] (2020)[12].

## Цитати про В. Святненка
Андрій Курков, письменник, журналіст, кіносценарист: 
|  | Володимир Святненко є, мабуть, найвідомішим дослідником історії Брусилівського краю... Коли береш в руки таку книгу, як «Старожитності Здвижень-краю», то розумієш, наскільки багатою на історію є наша українська земля і наскільки важлива робота таких відданих своїй справі краєзнавців і письменників, як Володимир Святненко. |

Євген Букет, член правління Національної спілки краєзнавців України, про книгу «Рідний край над Здвижень-рікою. Відлуння сивої давнини»: 
|  | Книжка Володимира Святненка не лише об’єднала і підсумувала напрацювання попередників, а й зробила значний прорив завдяки новим джерелам і сучасним формам дослідження. Переконаний: найціннішою її частиною є оригінальна краєзнавча розвідка “У пошуках давнього Здвиженська”, де автор визначає місце можливого розташування літописного міста, через яке везли осліпленого князя Василька 1097 року. Його так і не знайшли ні М. Грушевський, ні його попередники. |